# Rechnisaurus
Rechnisaurus es un género extinto de sinápsidos no mamíferos que vivieron en el período Triásico Medio en lo que ahora es Asia. Sus restos fósiles han aparecido en la India (R. cristarhynchus) y China (las otras dos especies).